# Champions Trophy d'Asie féminin
Le Champions Trophy d'Asie féminin est une compétition internationale de hockey sur gazon biennale féminine disputée par les cinq meilleures équipes nationales féminines des associations membres de la Fédération asiatique de hockey sur gazon.
Le tournoi a été remporté par trois équipes différentes. La Corée du Sud et l'Inde, tenante du titre, sont les équipes les plus titrées avec trois victoires. Le Japon remporte le tournoi à deux reprises. Le tournoi a été étendu à six équipes en 2023.

## Résultats
| Édition | Lieu         | Champion     | Vice-champion | Troisième place | Quatrième place |
| ------- | ------------ | ------------ | ------------- | --------------- | --------------- |
| 2010    | Busan        | Corée du Sud | Japon         | Inde            | Chine           |
| 2011    | Ordos        | Corée du Sud | Chine         | Japon           | Inde            |
| 2013    | Kakamigahara | Japon        | Inde          | Malaisie        | Chine           |
| 2016    | Singapour    | Inde         | Chine         | Japon           | Corée du Sud    |
| 2018    | Donghae      | Corée du Sud | Inde          | Chine           | Malaisie        |
| 2021    | Donghae      | Japon        | Corée du Sud  | Chine           | Thaïlande       |
| 2023    | Ranchi       | Inde         | Japon         | Chine           | Corée du Sud    |

### Performances des équipes nationales
| Équipe       | Champion               | Vice-champion  | Troisième place      | Quatrième place |
| ------------ | ---------------------- | -------------- | -------------------- | --------------- |
| Corée du Sud | 3 (2010*, 2011, 2018*) | 1 (2021*)      |                      | 2 (2016, 2023)  |
| Japon        | 2 (2013*, 2021)        | 2 (2010, 2023) | 2 (2011, 2016)       |                 |
| Inde         | 2 (2016, 2023*)        | 2 (2013, 2018) | 1 (2010)             | 1 (2011)        |
| Chine        |                        | 2 (2011* 2016) | 3 (2018, 2021, 2023) | 2 (2010, 2013)  |
| Malaisie     |                        |                | 1 (2013)             | 1 (2018)        |
| Thaïlande    |                        |                |                      | 1 (2021)        |

* = pays hôte

### Bilan par équipes
| Équipe       | 2010 | 2011 | 2013 | 2016 | 2018 | 2021 | 2023 | Total |
| ------------ | ---- | ---- | ---- | ---- | ---- | ---- | ---- | ----- |
| Japon        | 2e   | 3e   | 1er  | 3e   | 5e   | 1er  | 2e   | 7     |
| Chine        | 4e   | 2e   | 4e   | 2e   | 3e   | 3e   | 3e   | 7     |
| Corée du Sud | 1er  | 1er  |      | 4e   | 1er  | 2e   | 4e   | 6     |
| Inde         | 3e   | 4e   | 2e   | 1er  | 2e   |      | 1er  | 6     |
| Malaisie     |      |      | 3e   | 5e   | 4e   |      | 5e   | 4     |
| Thaïlande    |      |      |      |      |      | 4e   | 6e   | 2     |
| Total        | 4    | 4    | 4    | 5    | 5    | 4    | 6    |       |